# Baimiaozi, Inre Mongoliet
Baimiaozi (kinesiska: 白庙子) är en köping i Kina. Den ligger i den autonoma regionen Inre Mongoliet, i den norra delen av landet, omkring 18 kilometer sydväst om regionhuvudstaden Hohhot.
Genomsnittlig årsnederbörd är 602 millimeter. Den regnigaste månaden är juli, med i genomsnitt 185 mm nederbörd, och den torraste är januari, med 3 mm nederbörd.